# علي دباج
علي أحمد خضران الزهراني المعروف بـعلي دباج مواليد 28 أكتوبر 1992 في السعودية، هو لاعب كرة قدم سعودي يلعب كلاعب وسط في نادي العين.

## مسيرة اللاعب
لعب في نادي العين ونادي الحجاز.